# Vietnam Veterans Memorial

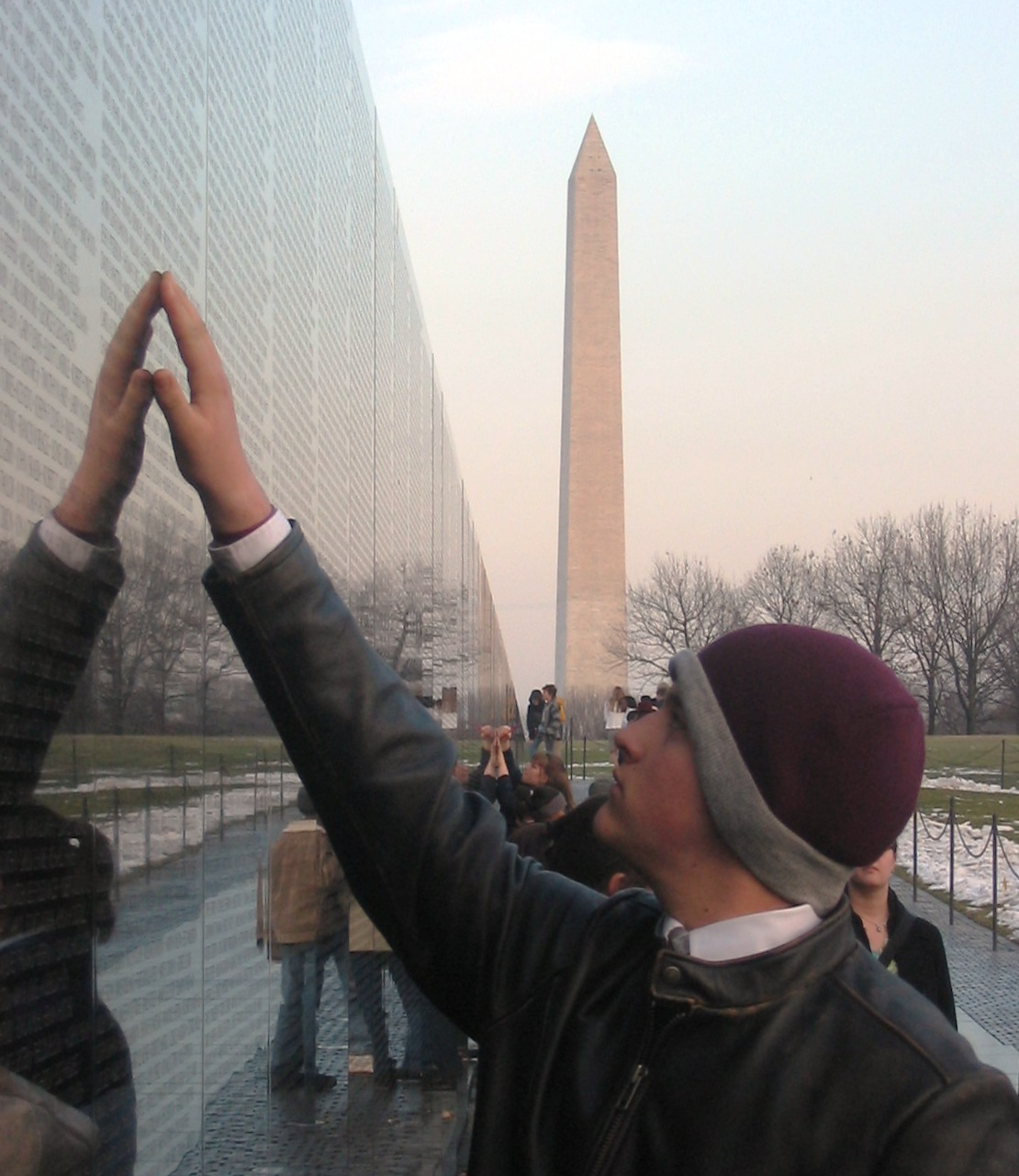
Un visitatore tocca un nome iscritto nel Memorial Wall

Il Vietnam Veterans Memorial ("Memoriale dei veterani del Vietnam") è un memoriale di guerra degli Stati Uniti. Si trova a Washington, e onora i membri della forze armate americane che combatterono e persero la vita durante la guerra del Vietnam.  In ordine cronologico vengono elencati i nomi delle 58 318 vittime americane della guerra.  Ancora oggi il Memoriale è un luogo di pellegrinaggio dei parenti delle vittime, che depongono fiori, bandierine e altri oggetti di ricordo.
La sua costruzione e le relative questioni sono state fonte di numerose polemiche. Il memoriale attualmente si compone di tre parti distinte: le tre statue di soldati, il Vietnam Women's Memorial, e il Vietnam Veterans Memorial Wall, che è il più riconosciuto del memoriale.
Il Vietnam Veterans Memorial Wall, chiamato anche brevemente "The Wall", è costruito con granito nero proveniente da cave nei dintorni di Bangalore in India. È stato scelto questo materiale per le sue qualità riflettenti quando lucidato e anche perché, pur essendo questo tipo di granito esistente anche in cave del Canada e della Svezia, questi due paesi sono stati la meta di giovani americani che volevano evadere l'obbligo di leva.
La parte principale del monumento è stata completata nel 1982 e si trova nei giardini adiacenti al National Mall, appena a nord-est del Lincoln Memorial. Il Vietnam Veterans Memorial è gestito dal National Park Service, e riceve circa 3 milioni di visitatori ogni anno. Il "Memorial Wall", la parte più nota e cospicua del memoriale, è stato progettato dall'architetto statunitense Maya Lin. La composizione tipografica è stata effettuata dalla società Datalantic di Atlanta, in Georgia. Nel 2007 quest'opera architettonica si è classificata al decimo posto nella "List of America's Favorite Architectures" dell'American Institute of Architects.
Il monumento è strutturato su due grandi pareti di forma trapezoidale disposte in pianta a formare il simbolo di maggiore ">".
La parete è composta da due segmenti trapezoidali allo scopo di trasmettere al visitatore l'intensificarsi del numero dei caduti con il procedere degli eventi bellici. I nomi sono elencati in ordine cronologico di decesso, partendo dalla cima del pannello centrale destro (1E) con i nomi del 1959, muovendosi giorno per giorno fino alla fine del muro orientale che si conclude con il pannello 70 E con i nomi del 25 maggio 1968. Si ricomincia con il pannello all'estremo occidentale 70 W e si ritorna al centro con il pannello 1 W dove sono presenti gli ultimi nomi del 1975. In totale sono quindi presenti 70 pannelli a oriente e 70 a occidente, per un totale di 140 lastre di granito nero, con altezze a decrescere partendo dai 3 m centrali.